# 관산진

관산진의 위치

관산진(한국어: 관산진, 중국어: 關山鎮, 병음: Guānshān Zhèn)은 중화민국 타이둥현의 진이다. 넓이는 58.7351 km2이고, 인구는 2015년 8월 기준으로 8,974명이다.

## 지리
관산진은 타이둥현 북부에 위치해, 서쪽은 하이돤향과 북쪽은 츠사향과 동쪽은 둥허향과 남쪽은 루예향과 각각 접하고 있다. 동쪽의 하이안산맥, 서쪽의 중양산맥에 끼어 있는 화둥 종곡 평원 남부에 위치하고 진내를 베이난시(卑南渓)가 흐르고 있다. 연 강수량은 약 2,000mm, 연평균 기온은 23.7°C이다.

## 교통
- 타이완 철로관리국 타이둥선